# Přemek Podlaha
Přemek Podlaha (13. června 1938 Praha – 23. prosince 2014 Čerčany) byl český moderátor a publicista.

## Život
Vystudoval novinářství na Filozofické fakultě Univerzity Karlovy v Praze, promoval v roce 1962. V 60. letech 20. století začínal v zemědělské redakci Československé televize, kde uváděl pravidelný televizní pořad Zemědělský magazín. Od roku 1975 spolumoderoval televizní soutěž Deset stupňů ke zlaté. V televizi vedl pravidelnou zahrádkářskou, houbařskou a zemědělskou osvětu. Nejvíce se proslavil jako autor a moderátor televizních pořadů Receptář vysílaných od roku 1987 nejprve v Československé televizi a následně v České televizi a od roku 2001 v televizi Prima. Přes zdravotní potíže jej moderoval až do června 2014. Třináct let vysílal rozhlasovou verzi pořadu Receptář je náš v Českém rozhlase České Budějovice. Moderoval ho ve dvojici se svou manželkou Kateřinou Kalendovou.
V roce 2007 začal moderovat na dnes již zaniklé tv stanici Top Tv svůj pořad Recepty Přemka Podlahy, které měly stejné zaměření jako Receptář,  jen se více zaměřoval i na možnost prodeje, tento pořad opakovala od roku 2012 i televize V1.
Zemřel po dlouhé těžké nemoci 23. prosince 2014 v hospici U dobrého pastýře v Čerčanech. Pohřeb proběhl 2. ledna 2015 ve strašnickém krematoriu. Jeho manželkou byla Kateřina Kalendová.

## Ohlas
Jeho charakteristický styl moderování byl parodován v pořadu Tele Tele, kde byl karikován postavou Přemet Prkenná Podlaha.

## Diskografie
- 1995 Receptář je náš – Písničky z receptáře – Aplaus, MC

## Herecká filmografie
- 1979 Dnes v jednom domě
- 1993 Visací zámek 1982–2007
- 1998 Ranč U Zelené sedmy
- 2008 Nestyda

## TV pořady
- 1975 Deset stupňů ke zlaté
- 1987–1994 Receptář nejen na neděli
- 1989 Chalupa na horách Kavčích
- 1992 Tutovka
- 1992–1994 Receptář pro podnikavé
- 1995 Tak neváhej a toč – speciál!
- 1995–2000 Receptář pro dům a zahradu
- 2001–2014 Receptář prima nápadů
- 2004–2006 Dementi
- 2007 a 2012 Recepty Přemka Podlahy
- 2013 Ještě jednou Galashow 60